# Хайнрих фон Лупфен-Щюлинген
Хайнрих фон Лупфен-Щюлинген (на немски: Heinrich von Lupfen-Stühlingen; † 1251/1258) е първият известен от стария благороднически швабски род на графовете на Лупфен, е господар на Щюлинген в Баден-Вюртемберг.

## Произход, управление и наследство
Резиденцията на рода е замък Хоенлупфен на планината Лупфен, доказан за пръв път през 1065 г.
През 1251 г. Хайнрих наследява ландграфството Щюлинген, което дотогава е част от Ландграфство Клетгау, построява дворец Хоенлупфен и основава град Щюлинген в Клетгау, който чрез синът му Еберхард I получава права на град през 1262 г.
През 1582 г. линията Щюлинген изчезва и тяхната собственост отива на маршалите от Папенхайм.

## Фамилия
Хайнрих фон Лупфен-Щюлинген се жени за фон Кюсенберг († пр. 1258), дъщеря на Хайнрих II фон Кюсаберг († 1228). Тя е сестра на граф Хайнрих III фон Щюлинген-Кюсаберг († 1251), женен за Кунигунда? фон Хабсбург († сл. 1290). Те имат единадесет деца:
- дете (* пр. 1251 – ?)
- Улрих фон Лупфен († 1269/1312)
- Бертолд фон Лупфен († 24 юли 1280), женен за фон Вайсенбург
- Еберхард I фон Лупфен-Щюлинген († сл. 1302), граф на Щюлинген, женен пр. 27 ноември 1289 г. за Аделхайд фон Цимерн († сл. 1293)
- Хайнрих фон Лупфен († 1321/1323), граф на Лупфен
- Хуго фон Лупфен († пр. 1323), граф на Лупфен
- Конрад фон Лупфен
- Свигер фон Лупфен
- Йохан фон Лупфен
- Анна фон Лупфен
- Ирмгард фон Лупфен († 1394), омъжена за Валрам II фон Геролдсек (* пр. 1274; † 8 октомври 1294/19 март 1295), син на Симон I фон Геролдсек († ок. 1272) и Аделхайд фон Форбах († 1272)